# Кајмак и мармелада
Кајмак и мармелада (словен. Kajmak in marmelada) је словеначки филм из 2003. године. Режију и сценарио је радио Бранко Ђурић Ђуро. Главне улоге играју: Бранко Ђурић Ђуро, Драган Бјелогрлић и Тања Рибич. Филм говори о брачном пару између Словенке Рибич и човека из Босне који је дошао у Словенију (Бранко Ђурић), њиховим проблемима.
У Словенији га је гледало 125 000 људи, што је био рекорд у тој земљи све до 2007. године.

## Радња филма
Прича о Словенки из уштогљене породице и лењом Босанцу који се ували у мутне послове.
Шпела (Тања Рибич) и Божо (Бранко Ђурић), Словенка и Босанац у глобалу су два света. Она долази из грађанске, уштогљене словеначке породице, а он је откачени Босанац. То их не спречи да се воле, али живе живот пун великих трзавица. Након што њој једног дана коначно досади његово ленчарење и малодушност, напушта га и врати се родитељима. Божу то натјера да се коначно одвоји од телевизора и потражи посао. Након што се упетља у мутне послове с босанским пријатељем Гораном (Драган Бјелогрлић) и осети сву бол самачког живота, схвата да не може да живи без ње. С друге стране и она тугује у стерилности свог родитељског дома и спремна је на повратак.

## Улоге
| Глумац            | Улога                  |
| ----------------- | ---------------------- |
| Тања Рибич        | Шпела                  |
| Драган Бјелогрлић | Горан                  |
| Бранко Ђурић Ђуро | Божо                   |
| Рене Биторајац    | Момо                   |
| Теја Глажар       | Шпелинa мајка Мајдa    |
| Дарја Рајхман     | Конобарица у ресторану |